# Another Season -5番目の季節-
『Another Season -5番目の季節-』（アナザー・シーズン -ごばんめのきせつ-）は、Le Coupleのミニアルバム。1997年7月18日発売。発売元はポニーキャニオン。

## 解説
- 一般的に "月9" と呼ばれる、フジテレビ月曜9時枠で、1997年4月14日から6月30日に渡って放送されたテレビドラマ『ひとつ屋根の下2』の劇中歌「ひだまりの詩」を含むミニ・アルバム。
- シングルには、別のアーティストによる「ひだまりの詩」の英語バージョン「Wishes」が収録されたが、当アルバムにはLe Coupleが歌う「Wishes」がボーナス・トラックとして収録されている。
- デビュー後、全国の有線放送を自家用車で周って制覇した経験を持つためか、歌詞カードには全国有線放送営業所の名前が「Special Thanks」として掲載された。
- その歌詞カードは、通常の見開きブック型ではなく、長方形（縦はCDケースサイズ）の紙を横に折りたたんでいく形式。片面に歌詞が掲載され、もう片面はCDジャケット続きの一面フォト。
- 「ひだまりの詩」で日向・Le Coupleがお互いに親近感を感じ、「また一緒に仕事をしたい」と意気投合した[1]。
- 日向はPower Macintoshによる打ち込みで、全ての曲作りを行っていた。しかし、4曲目の制作が終わった時点で内蔵ハードディスクドライブが故障した。譜面も書いていなくて、フロッピーディスクにもデータを保存してない状況であったにもかかわらず、日向は「やり直しですね」と淡々と言った後、すぐに作り直した[1]。
- 藤田恵美は「アルバムを聞いた方がそれぞれに感じるのが、五番目の季節。自分の恋愛とかを想像してもらえるといいですね」と話している[1]。

## 収録曲
1. ひだまりの詩　（4:09）
  - 作詞: 水野幸代 、作曲・編曲: 日向敏文

第48回NHK紅白歌合戦 歌唱曲
2. 冬のめぐり逢い　（5:54）
  - 作詞: 岩里祐穂 、作曲・編曲: 日向敏文
3. 朝焼けの空に　（5:15）
  - 作詞: 藤田恵美 、作曲・編曲: 日向敏文
4. あなたへ　（5:13）
  - 作詞: 水野幸代 Yukiyo Mizuno 、作曲・編曲: 日向敏文
5. おわらない恋　（4:55）
  - 作詞: 藤田恵美 、作曲・編曲: 日向敏文
6. 夕映え　（4:53）
  - 作詞: 水野幸代 Yukiyo Mizuno、作曲・編曲: 日向敏文

シングル「ひだまりの詩」（1997.5.16）のカップリング曲
7. Wishes （Le Couple Version）　（3:58）
  - 作詞: Britt Savage 、作曲・編曲: 日向敏文

## 関連作品
- ひだまりの詩
- on the sofa
- My Special Thanks
- 10年物語 〜All Singles of the decade and more〜

## 関連人物
- 江口洋介
- 酒井法子